# Andrew Ramsay

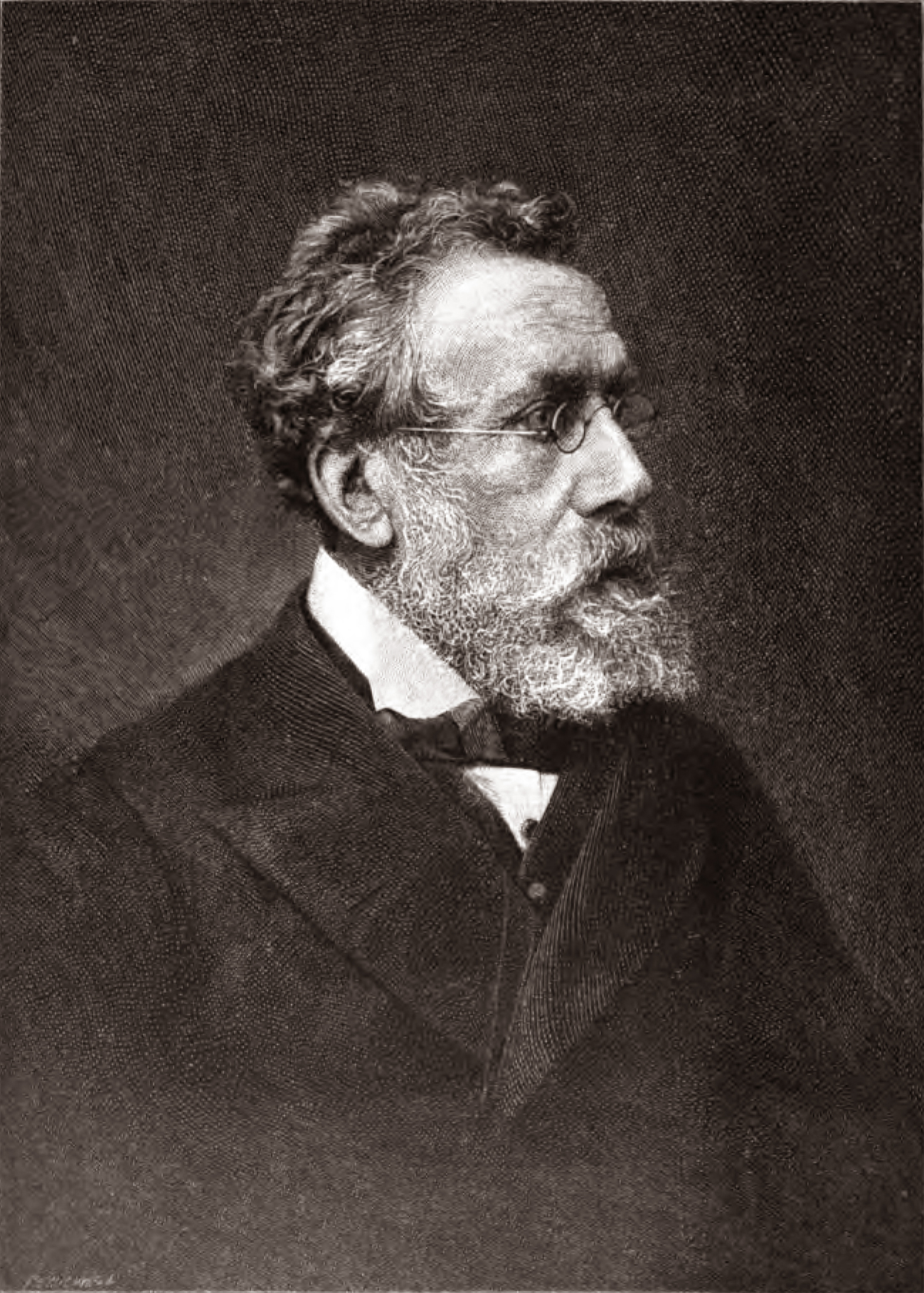
Andrew Ramsay

Sir Andrew Crombie Ramsay  (* 31. Januar 1814 in Glasgow; † 9. Dezember 1891) war ein schottischer Geologe.

## Leben und Wirken
Ramsay war der Sohn eines Farben-Fabrikanten in Glasgow. Er kam relativ spät zur Geologie, als er 1840 ein geologisches Modell der Insel Arran für die Tagung der British Association for the Advancement of Science erstellte. Das überzeugte Roderick Murchison, der ihn an den Geological Survey von Großbritannien holte.
1847 wurde er Professor für Geologie am University College London. Ab 1852 lehrte er an der Government School of Mines (Royal School of Mines), deren Direktor er 1871 wurde.  1872 wurde er Nachfolger von Roderick Murchison als Generaldirektor des Geological Survey.
Er befasste sich unter anderem mit Geomorphologie, dem Zusammenhang von Landschaftsformen mit Geologie zum Beispiel bei Erosion von Flusstälern und Vergletscherung.
Er war seit 1844 Fellow der Geological Society of London, deren Präsident er 1862 wurde. 1871 wurde er mit der Wollaston-Medaille ausgezeichnet. 1849 wurde er Fellow der Royal Society. 1866 erhielt er den Neill Preis der Royal Society of Edinburgh und 1866 wurde er Ehrendoktor der Universität Edinburgh. Die Académie royale des Sciences, des Lettres et des Beaux-Arts de Belgique nahm ihn im Dezember 1872 als assoziiertes Mitglied auf. 1875 wurde er in die American Academy of Arts and Sciences gewählt. 1880 wurde er Präsident der British Association for the Advancement of Science und 1881 wurde er als Knight Bachelor geadelt. Seit 1972 trägt der Felssporn Ramsay Wedge im ostantarktischen Coatsland seinen Namen.

## Werke
- Physical Geology and Geography of Great Britain (1894)
- The Geology of the Isle of Arran. (1841)
- On the Denudation of South Wales and the Adjacent Counties of England. In: Memoirs of the Geological Survey of Great Britain 1. (1846) S. 297–335
- The Old Glaciers of Switzerland and North Wales (1860)
- The Geology of North Wales (1866, 2. Aufl. 1881)